# بن‌بست (آلبوم)
بن‌بست عنوان یکی از آلبوم‌های موسیقی پاپ ایرانی است که پیش از انقلاب با همکاری داریوش اقبالی (خواننده)، بابک بیات آهنگساز و ایرج جنتی عطایی (شاعر) ساخته‌شد. ترانه‌های این آلبوم عموما بین سال‌های ۵۰ تا ۵۵ ساخته شده‌اند.
پس از انقلاب این آلبوم به صورت بی‌کلام با آهنگ و تنظیم مجدد بابک بیات در بازار داخلی ایران منتشر شد.

## ترانه‌ها
| نام ترانه  | ترانه سرا       | آهنگساز   | تنظیم     |
| ---------- | --------------- | --------- | --------- |
| بن‌بست      | ایرج جنتی عطایی | بابک بیات | بابک بیات |
| جنگل       | ایرج جنتی عطایی | بابک بیات | بابک بیات |
| علی کنکوری | ایرج جنتی عطایی | بابک بیات | بابک بیات |
| خونه       | ایرج جنتی عطایی | بابک بیات | بابک بیات |
| شهر غم     | ایرج جنتی عطایی | بابک بیات | واروژان   |